# Stadtgarten Stadthagen

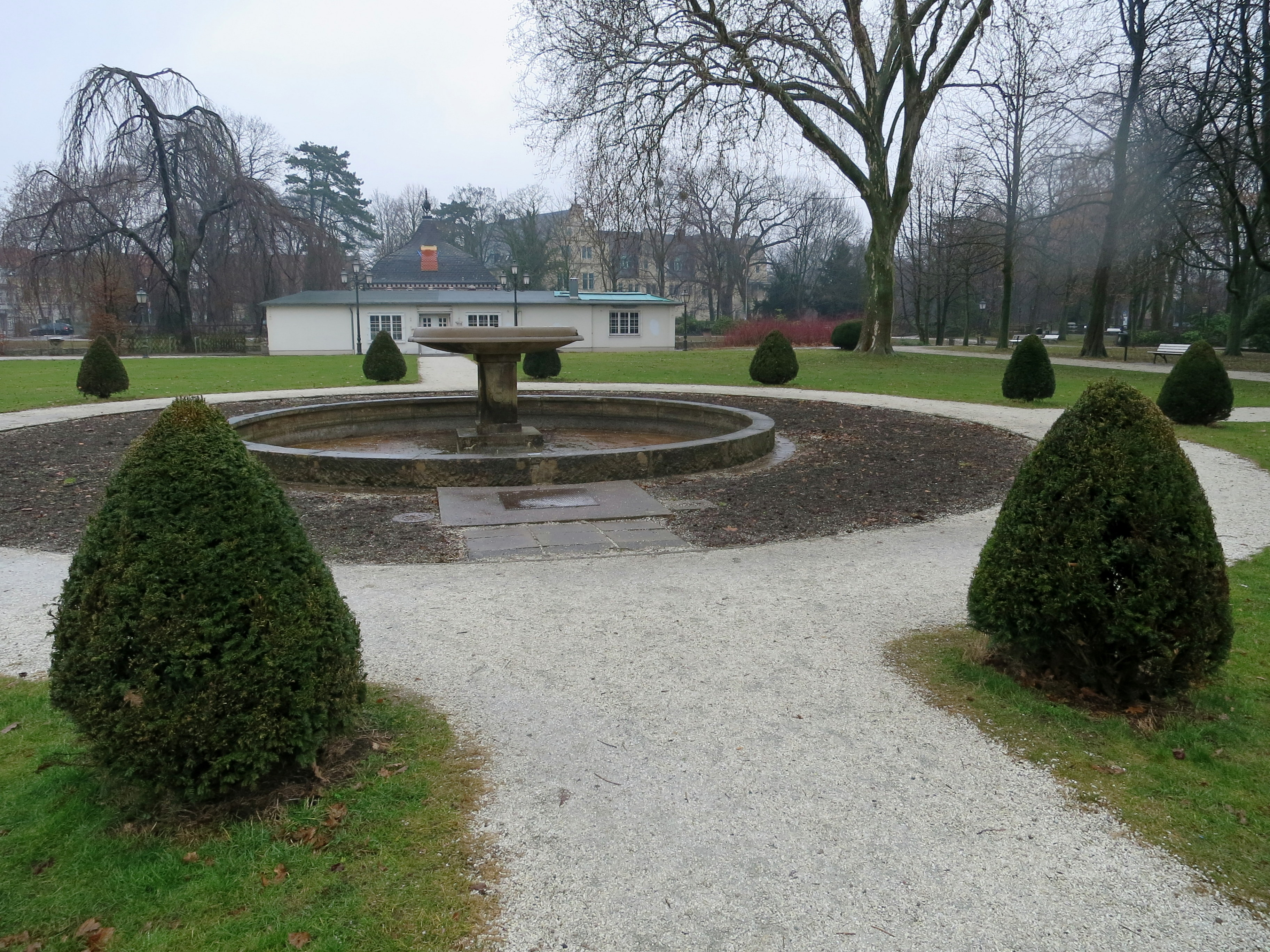
Stadtgarten mit Blick auf Teich und Schloss

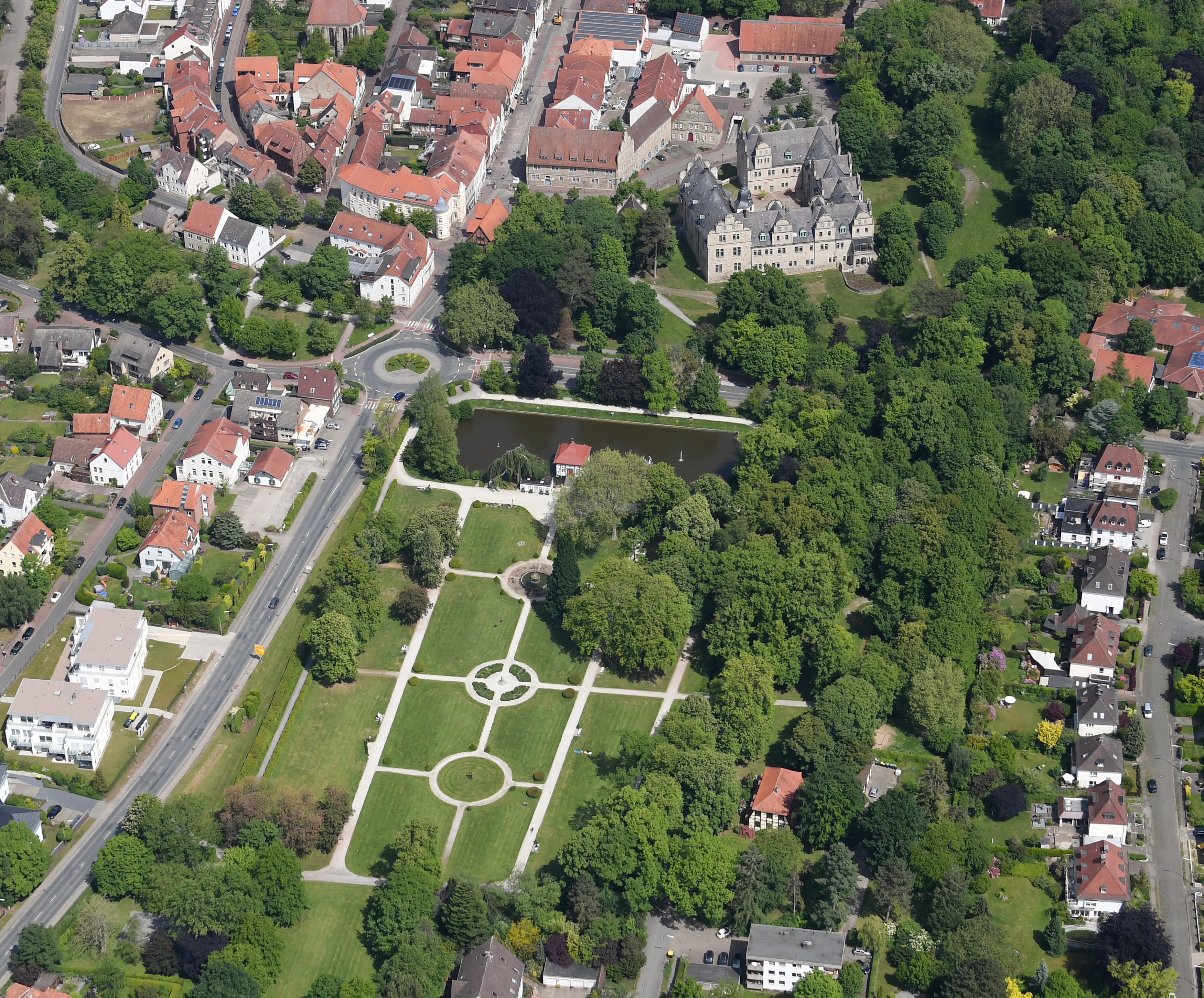
Der Stadtgarten Stadthagen von Süden aus der Luft gesehen

Der Stadtgarten Stadthagen liegt südlich des Schlosses Stadthagen in Niedersachsen. Seine Entstehung reicht bis in die Zeit der Renaissance zurück. Er war jahrhundertelang ein herrschaftlicher Lustgarten mit Brunnen, einem Lusthaus über dem Teich und einer Grotte. In den Anfangszeiten diente er als Nutzgarten mit Obstbaumbestand und Gemüseanbau. Im 18. Jahrhundert wurde er barock umgestaltet und im 19. Jahrhundert teilweise an die Stadthagener Bürger verpachtet. In den 1960er Jahren wurde er als Stadtgarten in Anlehnung an barocke Strukturen wiederhergestellt und in den folgenden Jahrzehnten weiter bearbeitet.

## Geschichte

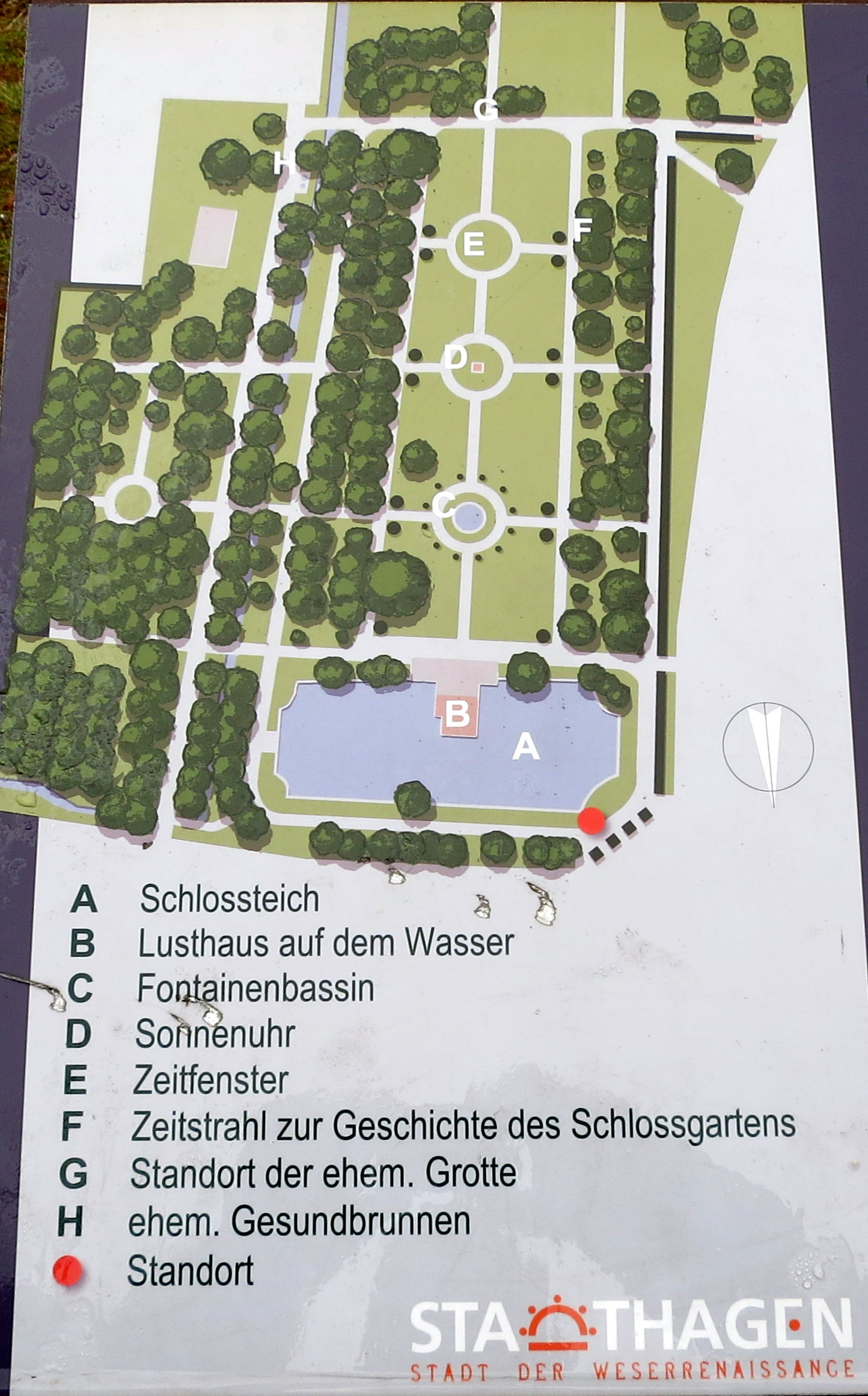
Überblicksplan des heutigen Stadtgartens Stadthagen

Der Stadtgarten Stadthagen hat eine nahezu 500-jährige Geschichte. Aus einem fürstlichen Schlossgarten der Renaissance wurde 1919 ein bürgerlicher Stadtgarten, der in den 1970er Jahren wieder zu einer barocken Anlage umgestaltet worden ist.

### Entstehung in der Renaissance
Höchstwahrscheinlich entstand der nördliche Teil des Gartens als Schlossgarten, der südlich des damaligen Walls lag, nachdem gleich nördlich davon die Wasserburg in das heutige Renaissanceschloss umgebaut worden war. Graf Otto IV. von Holstein-Schaumburg schuf sich diese standesgemäße Residenz, die zum Vorbild für viele Bauten der Weserrenaissance wurde. Später (1714) wird von einem Brunnen im Schlosspark berichtet, auf dem folgender Text stand: „Von Gottes Gnade; Otto Grawe von Holstein, Schaumburg, Sternberge, Herr zu Gemen, Anno 1573“. Damals im 16. Jahrhundert diente der größte Teil des Schlossgartens als Nutzgarten für die Ernährung der Schlossbevölkerung, es gab Obstbäume, Beerensträucher, Kohl- und Gemüseanbau.
Nachdem Fürst Ernst von Holstein-Schaumburg (1569–1622) 1607 seine Residenz nach Bückeburg verlegt hatte, bezog seine Witwe Hedwig (1569–1644) das Schloss Stadthagen 1622 als Alterssitz. 40 Jahre nach ihrem Tod wurde der Schlossgarten in einem Inventar wieder erwähnt. In diesem Verzeichnis der angebauten Produkte wurden Kräuter und Blumen, wie z. B. Tulpen, erwähnt oder Lavendelrabatten und viele Töpfe mit Nelken aufgezählt.

### Neugestaltung im Barock

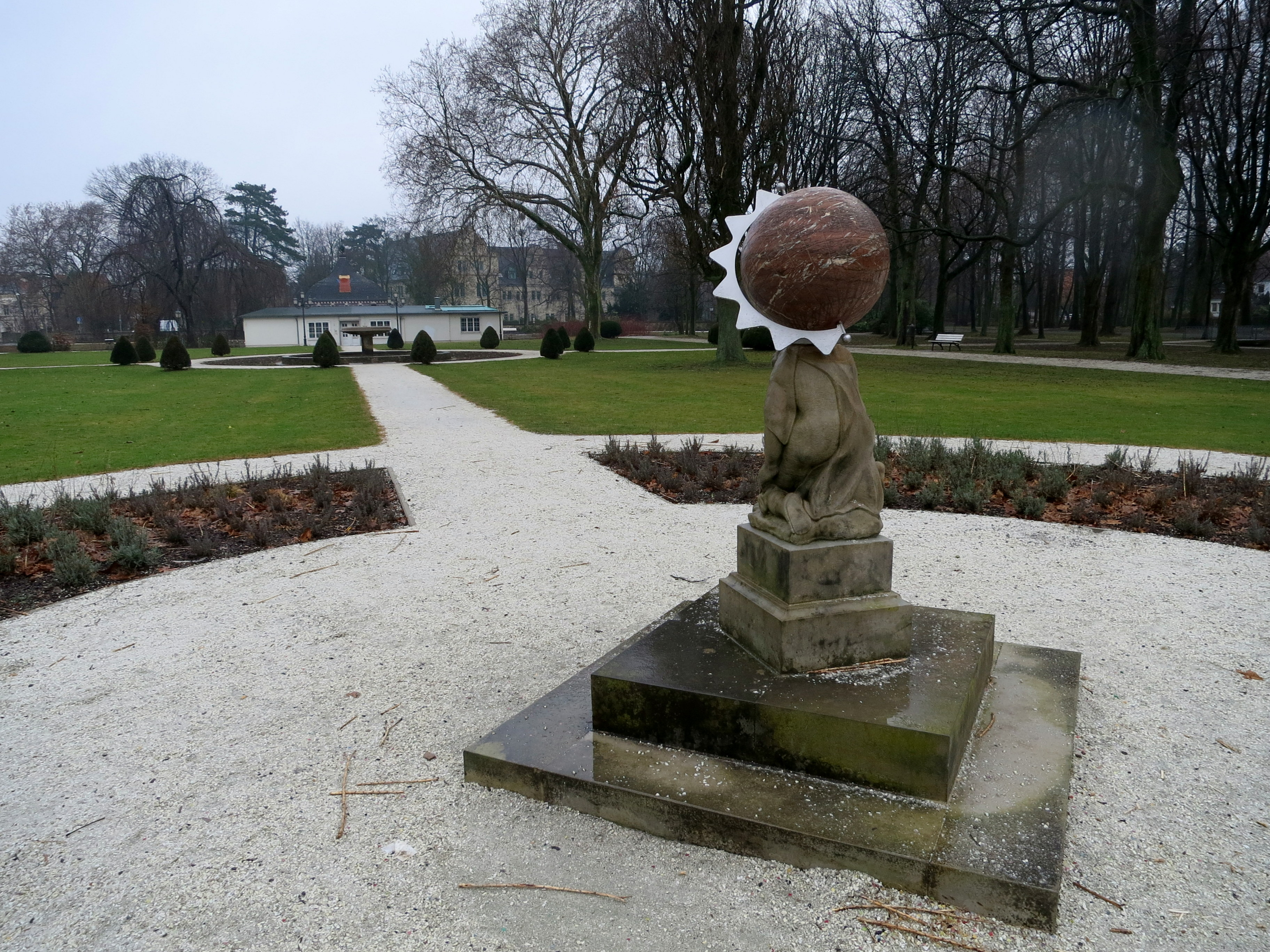
Eine besondere Sonnenuhr gibt es auch

Nachdem Johanna Sophie Gräfin von Schaumburg-Lippe (1677–1743) durch ihren Scheidungsprozess 1714 Stadthagen zugesprochen bekommen hatte, kehrte sie 1728 nach dem Tode ihres Mannes aus England nach Stadthagen, ihrem Witwensitz, zurück und begann mit einer Umgestaltung der Anlage. Ihre in Hannover und England gewonnenen Eindrücke inspirierten sie zur Neugestaltung des Schlossgartens in barockem Stil. Sogar ein Labyrinth aus Rot- und Weißbuchenhecken wurde im südlichen Teil vor der Grotte angelegt. 1734 wurde bei der Brücke über den Mühlenbach eine heilkräftige Quelle entdeckt, die einige Jahrzehnte lang eine wichtige Rolle spielte und wodurch Stadthagen fast ein Kurbad geworden wäre. Es entstand eine kleine Kuranlage mit einem Badehaus. Man trank das Heilwasser und badete darin. Die Kuranlage rentierte sich nicht und wurde 1819 an einen ehemaligen Offizier namens Förster verpachtet, der sie zusammen mit einem Gasthaus betrieb.

### Verpachtung an Bürger
Als man ab 1791 Teile des Schlossgartens an Stadthagener Bürger verpachtete, gingen die Strukturen des Barockgartens verloren. Das änderte sich erst wieder 1875, als das Schloss als Erbprinzliche Residenz ausgebaut und der Garten wieder zum Schlosspark wurde. Es wurde eine Schlossverwaltung installiert und das inzwischen entstandene Badehaus in der Nähe der heilkräftigen Quelle wurde zum Gärtnerhaus umfunktioniert. In das gut gehende Gast- und Tanzlokal „Försters Brunnen“ zog der Schlossverwalter ein.

### Öffentlicher Besitz und Rekonstruktion des Parks

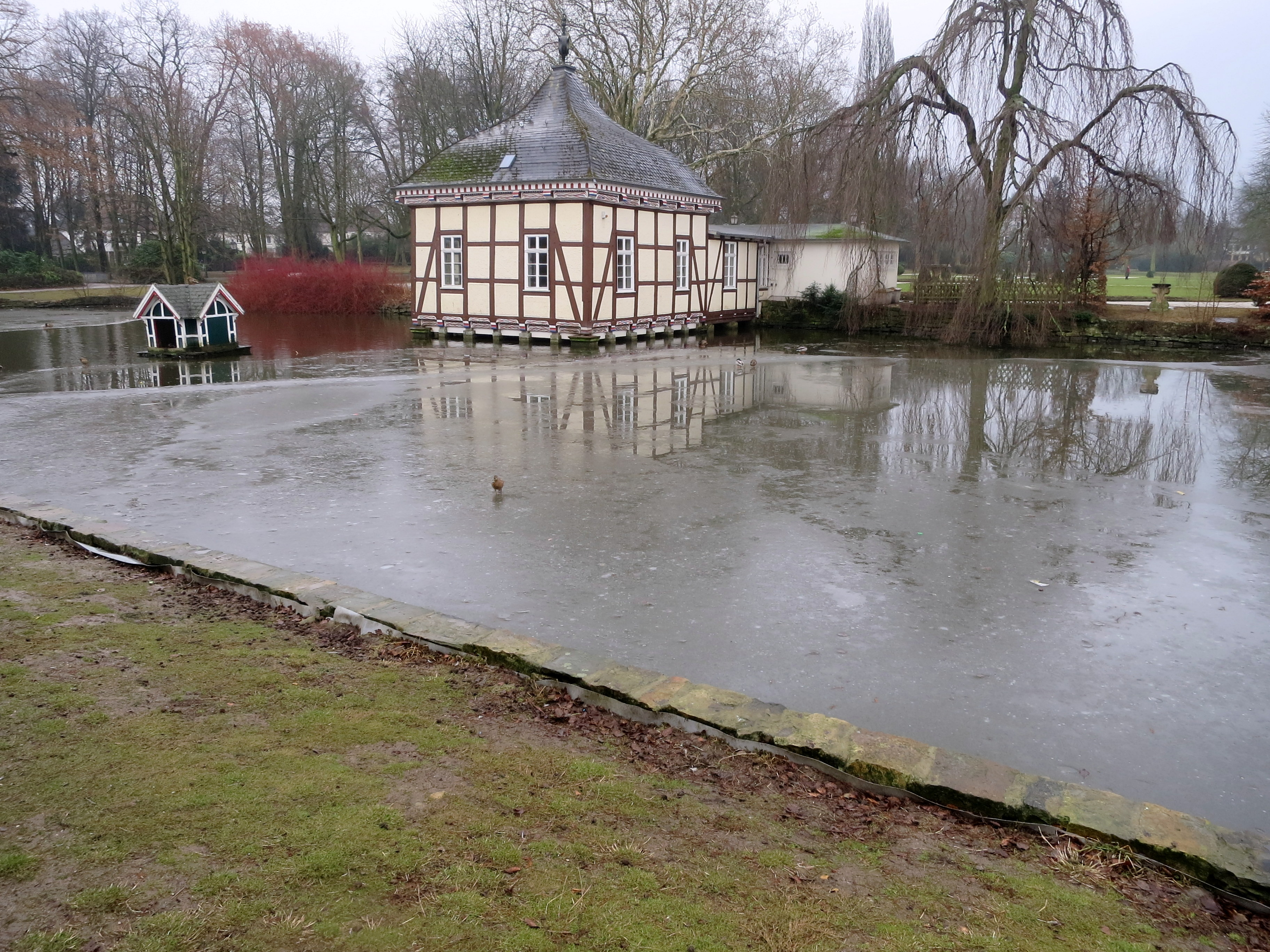
Früheres Lusthaus am Teich, heute Café

Nach dem Ersten Weltkrieg wurde 1919 aus dem Schlosspark der Stadtgarten Stadthagen. Erst nach dem Zweiten Weltkrieg ging man an die Rekonstruktion als Barockgarten heran. Der sogenannte „Houpeplan“ von 1784 diente dabei als Vorbild.
Heutzutage ist der Stadtgarten eine reizvolle Anlage im Süden des Schlosses, das als Finanzamt dient. Zusammen mit dem Schlosspark ergänzt der Stadtgarten die Grünflächen der Kreisstadt, die sich als ehemalige Wallanlagen rund um die Altstadt ziehen. Das frühere Lusthaus am Teich, das heute als Café dient, wurde 2017 einer Renovierung unterzogen.